# Petra (álbum)
Petra es el primer álbum de estudio de la banda de rock cristiano del mismo nombre. Fue lanzado en 1974. 
El álbum presenta un estilo limítrofe entre la música country y el rock sureño algo similar a The Eagles o Lynyrd Skynyrd, que fue marca registrada de la banda durante sus primeros años. 
El álbum es muy bruto, desprovisto de los valores de la producción de versiones futuras. El álbum fue grabado con un presupuesto limitado de 1000 dólares y durante el lapso de 2 semanas.
El álbum también carece de la presencia de un cantante en sí. Durante sus primeros años, los vocalistas de la banda fueron presentados por los guitarristas Bob Hartman y Greg Hough.

## Lista de canciones
Todas las canciones fueron escritas por Bob Hartman, excepto donde se anota.
| Nº  | Canción                   | Duración |
| --- | ------------------------- | -------- |
| 1.  | "Wake Up" (Hough)"        | 3:40     |
| 2.  | "Get Back to the Bible'"  | 2:23     |
| 3.  | "Gonna Fly Away"          | 4:55     |
| 4.  | "Storm Comin'"            | 4:30     |
| 5.  | "Parting Thought"         | 1:31     |
| 6.  | "Walkin' in the Light"    | 3:16     |
| 7.  | "Mountains and Valleys"   | 2:48     |
| 8.  | "Lucas McGraw"            | 3:23     |
| 9.  | "Backslidin' Blues"       | 4:29     |
| 10. | "I'm Not Ashamed" (Hough) | 3:01     |

## Personal
- Bob Hartman - Guitarra, banjo, voz
- Greg Hough - Guitarra, mandolina, voz
- John DeGroff - Bajo
- Bill Glover - Tambor, percusión

## Producción
- Billy Ray Hearn - Productor